# Идоза
Идоза — моносахарид, относится к альдогекзозам. В формуле Фишера у D(+)-формы ОН около 2-го и 4-го атома углерода находится слева. То есть, D-идозу можно рассматривать, как диастереомер D-гулозы.
Идоза не образуется в живых организмах, но соответствующая ей уроновая кислота важна, поскольку входит в состав гликозаминогликанов дерматансульфата и гепаринсульфата.

## Методы синтеза
D-Идоза образуется изомеризацией D-сорбозы под действием фермента D-ксилоза кетол-изомеразы, однако реакционное равновесие существенно сдвинуто в сторону D-сорбозы. 
D-Идоза может быть синтезирована конденсацией нитрометана с D-ксилозой, в результате чего образуются два эпимерных дезоксинитроальдита, 1-дезокси-1-нитро-d-идит и 6-дезокси-6-нитро-1-сорбит, которые разделяются кристаллизацией. Гидролиз по Нефу 1-дезокси-1-нитро-d-идита ведет к преобразованию концевой нитрометиленовой группы в альдегидную и, тем самым, образованию D-идозы, выход достигает 68%.
D-Идоза также может быть синтезирована из глюкозы через ее взаимодействие с цианидом в условиях реакции Килиани и гидролизом образовавшихся циангидринов до смеси идо- и глюко- гептоновых кислот. Окислительное отщеплнение перйодатом терминальной метилольной группы идо-гептоновой кислоты ведет к образованию D-идуроновой кислоты, которая затем восстанавливается до D-идозы.

## Циклические формы идозы
| Изомеры D-идозы | Изомеры D-идозы  | Изомеры D-идозы  |
| Линейная форма  | Проекция Хеуорса | Проекция Хеуорса |
| --------------- | ---------------- | ---------------- |
|                 | α-D-идофураноза  | β-D-идофураноза  |
| α-D-идопираноза | β-D-идопираноза  |                  |

α-D-идофураноза - (2R,3S,4R,5S)-5-[(R)-1,2-дигидроксиэтил)]-оксолан-2,3,4-триол

α-L-идофураноза - (2S,3R,4S,5R)-5-[(S)-1,2-дигидроксиэтил)]-оксолан-2,3,4-триол

β-D-идофураноза - (2S,3S,4R,5S)-5-[(R)-1,2-дигидроксиэтил)]-оксолан-2,3,4-триол

β-L-идофураноза - (2R,3R,4S,5R)-5-[(S)-1,2-дигидроксиэтил)]-оксолан-2,3,4-триол

α-D-идопираноза - (2R,3S,4R,5S,6R)-6-(гидроксиметил)-оксан-2,3,4,5-тетраол

α-L-идопираноза - (2S,3R,4S,5R,6S)-6-(гидроксиметил)-оксан-2,3,4,5-тетраол

β-D-идопираноза - (2S,3S,4R,5S,6R)-6-(гидроксиметил)-оксан-2,3,4,5-тетраол

β-L-идопираноза - (2R,3R,4S,5R,6S)-6-(гидроксиметил)-оксан-2,3,4,5-тетраол